# Grachi
Grachi – hiszpańskojęzyczna amerykańska seria fantasy stworzona przez Mariela Romero, Catharina Ledeboer i Mariana Palos, która koncentruje się na doświadczeniach z życia Gracieli „Grachi” Alonso, nastoletniej wiedźmy. Premiera odbyła się w Nickelodeon Latin America 2 maja 2011 roku. W serialu grają Isabella Castillo jako Grachi, Andrés Mercado jako Daniel i Kimberly Dos Ramos jako Matilda; także z Mauricio Henao, Sol Rodriguez i Lance Dos Ramos w rolach drugoplanowych.
Premiera serialu w Polsce odbyła się 7 kwietnia 2014 roku na kanale teleTOON+.

## Fabuła
Młoda, zdolna czarownica, nazywana przez przyjaciół Grachi (Isabella Castillo), odziedziczyła magiczne moce po swojej zmarłej mamie. Dziewczyna trafia do Escolarium – szkoły, gdzie zmierzy się z ciemną stroną magii. Musi pokonać złą czarownicę, która chce odebrać jej moc, aby stać się niezwyciężoną i zrealizować swoje podstępne plany. Grachi rywalizuje także ze szkolną koleżanką Matildą (Kimberly Dos Ramos) o uczucie Daniela (Andrès Mercado).

## Wersja polska
Wersja polska: Studio Publishing na zlecenie teleTOON+/platformy nc+

Reżyseria: Dorota Kawęcka

Dialogi: Katarzyna Michalska, Dorota Dziadkiewicz, Małgorzata Kochańska

Dźwięk i montaż: Jacek Kacperek

Udział wzięli:
- Maria Niklińska – Grachi
- Joanna Jabłczyńska – Matilda
- Jakub Mróz – Daniel
- Magdalena Wójcik – Úrsula
- Waldemar Barwiński – Francisco
- Rafał Fudalej – José
- Agnieszka Mrozińska – Mercedes
- Julia Kołakowska-Bytner – Katty
- Małgorzata Szymańska – Betty
- Marta Dobecka – Dotty

## Spis odcinków
| Seria | Odcinki      | Premiera serii | Finał serii      | Premiera serii  | Finał serii       |
| ----- | ------------ | -------------- | ---------------- | --------------- | ----------------- |
| 1.    | 1–74 (74)    | 2 maja 2011    | 11 sierpnia 2011 | 7 kwietnia 2014 | 14 listopada 2014 |
| 2.    | 75–155 (81)  | 27 lutego 2012 | 18 czerwca 2012  | nieemitowany    | nieemitowany      |
| 3.    | 156–205 (50) | 4 marca 2013   | 10 maja 2013     | nieemitowany    | nieemitowany      |